# Corethrella appendiculata
Corethrella appendiculata is een muggensoort uit de familie van de Corethrellidae. De wetenschappelijke naam van de soort is voor het eerst geldig gepubliceerd in 1906 door Grabham.